# Bertrand O'Mahony
Bertrand Marie Patrice O'Mahony , né le 28 juillet 1921 à Tréguier (Côtes-du-Nord) et mort le 13 avril 2007 à Paris 8e, est un général de corps d'armée français.

## Carrière
- Élève à l’École spéciale militaire de Saint-Cyr (1941),

- Sous-lieutenant (1942),

- Lieutenant (1944), campagne de France (1945) et d’Allemagne au 7e régiment de spahis algériens, deux séjours en Indochine (5e cuirassiers (1947-49), 1er chasseur (1952-54),

- Capitaine (1950), admis à l’École d’état-major en 1956,

- Commandant (1958), sert en Algérie à la 19e division à Sétif, puis à l’inspection de l’armée blindée et de la cavalerie à Paris, admis à l’École de guerre (1959), Commande le 1er régiment de dragons à Lure,

- Lieutenant-colonel (1963),

- Colonel (1967), Breveté pilote d’hélicoptères, Commande l’École de pilotage à Dax (1969-72),

- Général de brigade (1973), Commande l’aviation légère de l’armée de terre (1973-77),

- Général de division (1977), Commande la 11e division militaire territoriale à Paris, Commandant d’armes délégué de la place de Paris, Major régional (1979) de la 4e région militaire à Bordeaux,

- Général de corps d’armée (1981), Cadre de réserve (C.R.) (1981).

## Décorations
Commandeur de la Légion d’honneur, Grand officier de l’ordre national du Mérite, Croix de guerre 39-45 et des TOE, Croix de la Valeur militaire.

## Famille
Fils de Patrice O' Mahony, avocat, et de Mme, née Yvonne Le Moniès de Sagazan, il épousa le 4 juillet 1957 Mlle Marie-Paule de Froidefond des Farges.
Il est inhumé au cimetière de Tréguier.